# Копитово (Владимирська область)
Копитово (рос. Копытово) — присілок у Собінському районі Владимирської області Російської Федерації.
Входить до складу муніципального утворення Куриловське сільське поселення. Населення становить 7 осіб (2010).

## Історія
Присілок розташований на землях фіно-угорського народу мещери.
Від 10 травня 1929 року належить до Собінського району, утвореного спочатку у складі Владимирського округу Івановської промислової області з частини Владимирського повіту Владимирської губернії. Від 1944 року в складі Владимирської області.
Згідно із законом від 6 травня 2005 року входить до складу муніципального утворення Куриловське сільське поселення.

## Населення
| 1859 | 1905 | 1926 | 2002 | 2010 |
| ---- | ---- | ---- | ---- | ---- |
| 204  | ↗276 | ↘154 | ↘9   | ↘7   |